# 洛城大劫案
《洛城大劫案》是一部1989年電視電影，麥可·曼恩身兼編導，NBC電視台出品。在本片中，由派崔克·薩林可（艾力克斯·麥克阿瑟飾演）為首的竊盜團隊搶劫了武裝車輛，洛杉矶警察局搶劫與兇殺部門的文森·漢納（史考特·普蘭克飾演）奉命調查這起案子，劇情圍繞著雙方的行動而展開。其他演員包含迈克尔·鲁克、伊莉·普傑、彼得·道布森、文生·瓜斯塔法羅、蘿拉·哈林頓與山德·貝克利。
本片原本是電視劇《漢納》（Hanna）的試播集，後來成為了1995年電影《盜火線》的前身。曼恩早在1970年代便寫下了《盜火線》的劇本，並在1987年將劇本刪減以製作本片。然而NBC將《漢納》取消，並安排本片在1989年8月27日播出。全美有近千萬戶收看本片首播，劇評人對本片的評價褒貶不一，一般認為與《盜火線》相比，本片的製作規模和演員表現明顯遜色。

## 劇情
派崔克·薩林可是一支竊盜團隊的首腦，成員有克里斯·謝赫里斯、麥可·瑟里托與新進的溫格羅。在搶劫武裝車輛時，溫格羅射殺了手無寸鐵的保全，導致計畫出現差錯。派崔克將溫格羅開除並打算滅口，但因警車正好經過而讓溫格羅跑了。洛杉矶警察局搶劫與兇殺部門的文森·漢納奉命調查武裝車輛劫案，但對方太過高明而難以著手。溫格羅在逃走後四處殺害妓女，文森勘查了其中一起案子。
文森從線人托瑞納那邊得知竊盜團隊其中一人是麥可，進而循線追查到派崔克和其團夥，警方展開暗中監視。派崔克決定下一次接案後便收手不幹，他在餐廳邂逅了女子伊迪，決定在犯案完後與她遠走高飛。派崔克不久後察覺到警方的監視，但仍要做完最後一個案子，他讓同夥自行決定去留，克里斯與麥可都同意追隨他。隔天，文森碰巧看見派崔克在洗衣店，決定邀他在咖啡廳坐一下。兩人聊著各自的事情，發現彼此有不少共同點。
行動當天，派崔克等三人在同一時間擺脫了警方的監視，準備搶劫銀行。警方大為驚慌，不過溫格羅出於對派崔克的不滿而向警方匿名密報，讓警察趕到現場。現場發生警匪槍戰，派崔克搶了車帶著中彈的克里斯逃亡，麥可與團伙走散，並在狹持小女孩當作人質時被文森射殺。派崔克將克里斯交給醫生後，發現搶銀行時的司機已遭溫格羅毒手，導致情報洩露，另一方面文森也調查到溫格羅是密報者。
在派崔克的請求下，伊迪與他同行前往機場，但在最後一刻決定抽身。派崔克問出溫格羅所在的飯店，欲前去收拾他，而警方早就已在監視溫格羅。派崔克試圖將房內的溫格羅引誘到門前，但卻因文森趕到現場而分心，反被溫格羅射殺。派崔克死後，文森將溫格羅從樓上推下，讓他摔死。文森走到飯店外頭，與妻子相見，全片至此結束。

## 演員
- 史考特·普蘭克（英语：Scott Plank）飾演文森·漢納（Vincent Hanna）：洛杉矶警察局警佐，負責搶劫與兇殺部門[註 3]。
- 艾力克斯·麥克阿瑟（英语：Alex McArthur）飾演派崔克·薩林可（Patrick Salinko）[7]：職業搶匪，領導著一支犯罪集團。
- 迈克尔·鲁克飾演伯斯可警探（Detective Bosko）：文森的副手。
- 伊莉·普傑（英语：Ely Pouget）飾演莉莉安·漢納（Lillian Hanna）：文森的妻子。
- 理查·查維斯（英语：Richard Chaves）飾演卡薩爾斯警探（Detective Casals）
- 維克多·李佛斯（Victor Rivers）飾演亞里雅加警探（Detective Arriaga）
- 彼得·道布森（英语：Peter Dobson）飾演克里斯·謝赫里斯（Chris Sheherlis）：派崔克的團伙。
- 勞勃·溫利（Robert Winley）飾演奈特（Nate）：指派搶案給派崔克的人。
- 文生·瓜斯塔法羅（英语：Vincent Guastaferro）飾演麥可·瑟里托（Michael Cerrito）：派崔克的團伙。
- 蘿拉·哈林頓（英语：Laura Harrington）飾演伊迪（Eady）：派崔克邂逅的女子。
- 詹特瑞·圖維爾（Jentry Tuvil）飾演夏琳·謝赫里斯（Charlene Sheherlis）：克里斯的妻子。
- 田川洋行飾演大丹尼（Hugh Denny）
- 唐納·葛蘭特（Donald Grant）飾演鮑伯醫生（Dr. Bob）
- 胡安·費南德斯（英语：Juan Fernández de Alarcon）飾演哈維·托瑞納（Harvey Torena）：警方的線人。
- 山德·貝克利飾演溫格羅（Waingro）：派崔克的團伙，剛加入不久。

來源：

## 製作

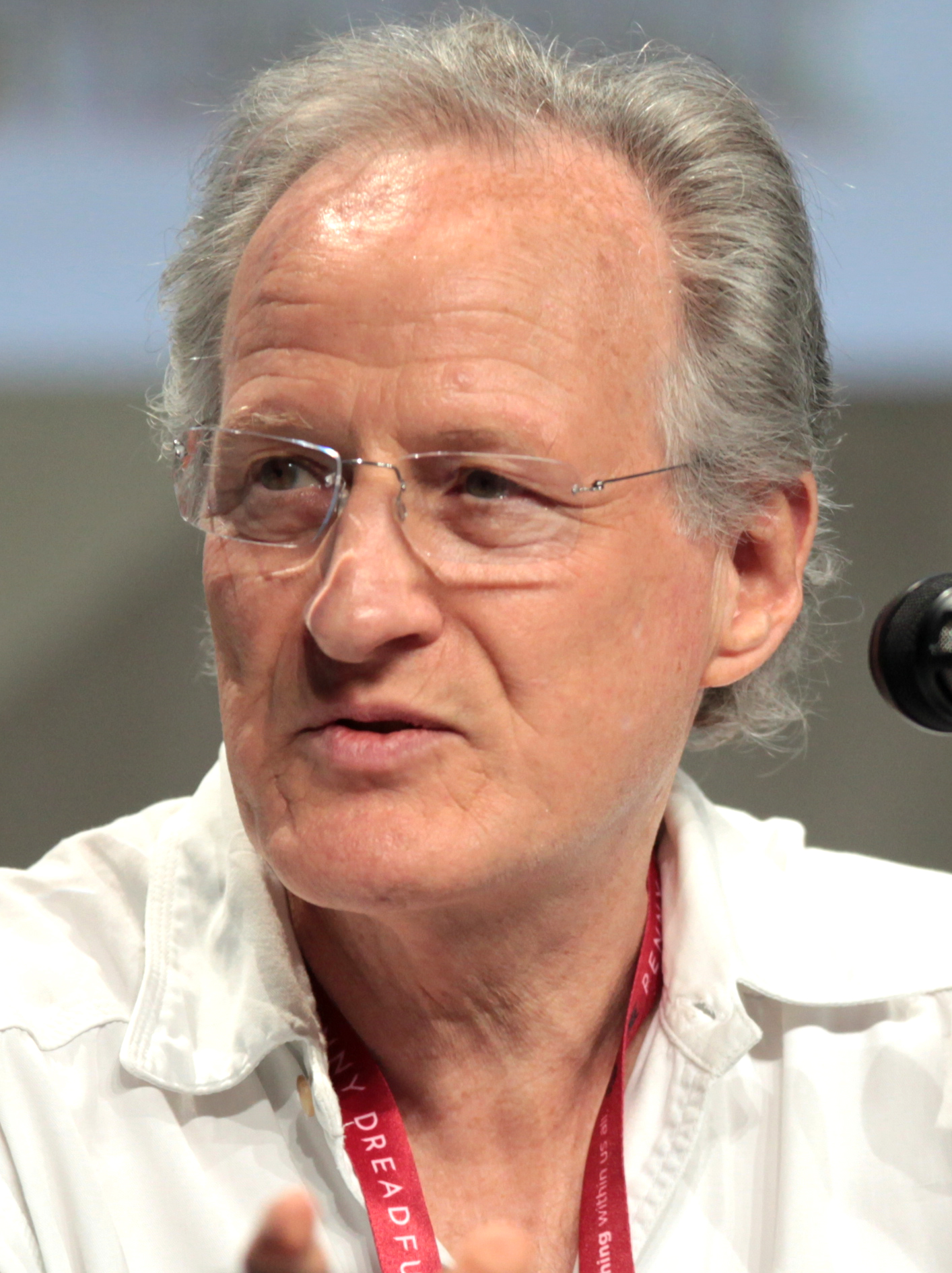
麥可·曼恩（攝於2014年）

本片的發展始於1970年代末，編導麥可·曼恩聽聞芝加哥警員查克·亞當森講述的親身經歷，激發了曼恩的興趣。安德森當年將心力全數投注在追捕竊盜犯尼爾·麥考利（Neil McCauley），在1964年的槍戰中將對方擊斃，兩人卻在私下有過一次和平的會面。曼恩以亞當森的故事為靈感，寫下長達180頁的劇本，題名為《如火如荼》（Heat）。劇本中主角文森·漢納的原型之一便是亞當森，他的對手即是姓麥考利。曼恩表示，該劇本並不侷限在主角與對立角色的傳統對立，而是描寫有著致命敵對關係卻敬佩彼此的兩個主角。
在完成電影處女作《大盜》之後，曼恩改寫了《如火如荼》，但他不想再拍類似領域的電影，於是請託好友華特·希爾接手，但對方沒有答應。曼恩在1983年接受《電影評論雜誌》訪問時亦表示：「我很喜歡（這部劇本）。以編劇的身分來說，我真的很想看到它搬上大銀幕。但以導演的身分來說，我不願意去碰它。」
到了1980年代末，曼恩擔任NBC電視劇《邁阿密風雲》的製片人，該劇即將收尾時，曼恩決定將那部劇本拍成全新電視劇《漢納》（Hanna）的試播集。曼恩於1987年寫出了試播集的劇本，由於篇幅考量而將原劇本的內容簡化至約110頁。試播集的前期製作只有10天，並在19天內拍攝完畢。文森一角的演員原本是曼恩另一作《警察故事》的主演安東尼·丹尼生，但丹尼生在本片開拍前兩週與曼恩意見分歧而退出，由史考特·普蘭克替補。比利·爱多尔演唱的歌曲洛城女人出現在本片當中。
最終，NBC選擇放棄試播集，不將之發展成完整的電視劇。曼恩在2015年受訪時表示，NBC的主管布兰登·塔奇科夫當時有意放行，但希望撤換文森的演員，曼恩不同意，結果便是拍不成電視劇。試播集於1989年以電視電影的形式播出，取名為《洛城大劫案》（L.A. Takedown）。

### 重製
拍完《大地英豪》之後，曼恩回首翻閱1986年版的《如火如荼》時，發現自己非常想要將之搬上大銀幕。《盜火線》的製作消息於1994年獲《綜藝雜誌》披露，該片由华纳兄弟出品，艾尔·帕西诺與罗伯特·德尼罗領銜主演並首次共戲。該片製作規模龐大，預算達到6000萬美元，且前期製作歷時6個月、主体拍摄長達107天。在劇情方面，《盜火線》的劇本是更完整的版本，涵蓋許多《洛城大劫案》所沒有的次要情節，主線情節也在結局等處有所不同。《盜火線》於1995年12月15日在美國上映，片長有將近170分鐘之久，比《洛城大劫案》多出一個小時以上。雖然曼恩先拍了《洛城大劫案》，但他當初並沒有企圖將之當成《盜火線》的原型。

## 播出與評價
《洛城大劫案》於1989年8月27日晚上九點在NBC電視台首播，片長為100分鐘（含播出時的廣告），實際片長約為92分鐘。首播的尼爾森收視率為10.4，意味著全美有約940萬戶收看，排行該週第42名。當時的影評人對本片抱持褒貶不一的評價。《巴尔的摩太阳报》晚報的麥可·希爾（Michael Hill）稱讚本片的戲劇場面，並寫道：「那些讓《邁阿密風雲》成為經典之作的獨特感覺，這部片都有。」負評方面，希爾提到了片長限制和曝光問題使本片略顯失色，但認為飾演文森的史考特·普蘭克是全片最大敗筆，他一蹋糊塗的演出連累了整部作品。《洛杉磯時報》的克里斯·威爾曼（Chris Willman）給予本片3顆星（滿分4顆）的好評，認為劇情不錯，但整部片混雜了大量暴力和合成配樂，未必符合所有人的胃口。威爾曼覺得艾力克斯·麥克阿瑟對反派的演繹出色，並稱讚派崔克的愛情故事值得出現在更好的電影裡。。
《盜火線》於1995年上映後，本片因為是其前身而獲得關注，一些作家將本片與《盜火線》進行比較。《帝國雜誌》的羅·佛洛斯特（Lol Frost）認為本片缺少曼恩的典型格調和風格，少去了《盜火線》的出色演員、哲學深度、美妙運鏡和嗆辣動作戲之後，《洛城大劫案》就只剩下一個好的構想。《纽约时报》的傑森·貝利（Jason Bailey）主要提出劇情方面的不足，認為《洛城大劫案》沒有將敘事和同情心塑造的比重分配好，過度集中於將成為電視劇主角的漢納。為英國電影協會（BFI）撰書的尼克·詹姆斯（Nick James）批評本片除了飛車和夜總會以外毫無視覺風格可言，演員差勁和預算不足亦是問題點。曼恩在1997年表示，《洛城大劫案》和《盜火線》有著時間和金錢等資源的差距，比較兩者就好像拿即溶咖啡去和藍山咖啡分高下一樣。

## 備註
1. ↑  又譯作「洛杉矶追击令」或「洛杉磯鐵盜」。
2. ↑  又稱「L.A. Crimewave」或「Made In L.A.」[1]。
3. ↑  原文：
4. ↑  此人是長期與曼恩合作的警方顧問，參與作品包含《大盜（英语：Thief (film)）》[9]和《警察故事》的試播集[10]等。
5. ↑  事件報導可見於1964年3月26日的《芝加哥論壇報》[12][13]。
6. ↑  原文：
7. ↑  原文：

## 腳註
1. 1 2 3 4 5 6 7 8 9  Steensland 2002，第65頁.
2. 1 2 3  Steensland 2002，第66頁.
3. ↑  Steensland 2002，第66-67頁.
4. 1 2 3 4  Steensland 2002，第67頁.
5. ↑  Steensland 2002，第67-68頁.
6. 1 2 3  Steensland 2002，第68頁.
7. 1 2  James 2019，第84頁.
8. 1 2 3  From LA Takedown To Heat 1997，第3分鐘處.
9. 1 2 3  Khairy, Wael. . www.rogerebert.com. 2012-12-14  [2024-09-14]. （原始内容存档于2019-05-11） （美国英语）.
10. 1 2  Sanders & Palmer 2014，第53頁.
11. 1 2 3 4 5 6 7 8 9 10  Bailey, Jason. . The New York Times. 2020-12-15  [2024-09-14] （英语）.
12. ↑  True Crime 2005，第6分鐘處.
13. ↑  . Chicago Tribune. 1964-03-26: 1, 2, 84  [2024-09-12] –Newspapers.com （英语）.
14. 1 2  Sanders & Palmer 2014，第38頁.
15. ↑  From LA Takedown To Heat 1997，第6分鐘處.
16. ↑  Zuckerman, Faye. . The Tuscaloosa News（英语：The Tuscaloosa News）. 1989-08-26  [2024-09-14] –Google News.
17. ↑  Weiner, Jonah. . The New York Times. 2022-07-20  [2024-09-14]. （原始内容存档于2024-08-22） （英语）.
18. 1 2 3  From LA Takedown To Heat 1997，第4分鐘處.
19. 1 2  Hill, Michael. . The Evening Sun. 1989-08-25: E6  [2024-09-12] –Newspapers.com （英语）.
20. ↑  《洛城大劫案》片尾名單
21. ↑  Jr, Mike Fleming. . Deadline. 2015-09-16  [2025-04-02]. （原始内容存档于2025-03-01） （美国英语）.
22. ↑  Sanders & Palmer 2014，第131頁.
23. ↑  From LA Takedown To Heat 1997，第8分鐘處.
24. ↑  Fleming, Michael. . Variety. 1994-04-05  [2024-09-13]. （原始内容存档于2024-07-19） （美国英语）.
25. ↑  Mintzer, Jordan. . The Hollywood Reporter. 2017-10-17  [2024-09-13]. （原始内容存档于2024-09-13） （美国英语）.
26. ↑  James 2019，第85-87頁.
27. ↑  James 2019，第86-87頁.
28. ↑  Box Office Mojo上《盜火線》的資料（英文）
29. ↑  From LA Takedown To Heat 1997，第7分鐘處.
30. 1 2  Willman, Chris. . Los Angeles Times. 1989-08-26  [2024-09-12]. （原始内容存档于2024-09-23） （美国英语）.
31. ↑  . The Baltimore Sun. 1989-08-27: 45  [2024-09-12] –Newspapers.com （英语）.
32. ↑  . Los Angeles Times. 1989-08-30: PART Ⅳ PAGE 10  [2024-09-12] –Newspapers.com （美国英语）.
33. ↑  Schmidlin, Charlie. . IndieWire. 2013-06-18  [2024-09-13]. （原始内容存档于2024-09-11） （美国英语）.
34. 1 2  Frost, Lol. . Empire. 2000-01-01  [2024-09-14]. （原始内容存档于2024-09-13） （英语）.
35. ↑  . Esquire. 2020-12-27  [2024-09-13]. （原始内容存档于2024-07-19） （英国英语）.

### 引用作品
書籍
- Steensland, Mark.  (eBook). Pocket Essentials. 2002. ISBN 1-903047-84-6 （英语）.EBSCOhost 266803
  - 章節：. : 64–68.
  - 章節：. : 68–77.
- James, Nick. . Bloomsbury Publishing. 2019-07-25 [2002]  [2024-09-24]. ISBN 978-1-83871-610-3. （原始内容存档于2024-09-11） –Google Books （英语）.
  - 章節：. : 84–87.
- Sanders, Steven; Palmer, R. Barton. . Edinburgh University Press. 2014-07-03. ISBN 9780748693559. doi:10.1515/9780748693559 （英语）.

影音（特別收錄）
說明：「第X分鐘處」指的是相關內容出現在X分鐘0秒至X分鐘59秒之間
- Michael Mann. . 1997 （英语）.
- Crew. . 2005 （英语）.
  - 章節：Michael Mann, Chuck Adamson, Richard Lindberg et al. .

## 外部連結
- 互联网电影数据库（IMDb）上《洛城大劫案》的资料（英文）
- AllMovie上《洛城大劫案》的资料（英文）